# 西班牙村 (帕尔马)

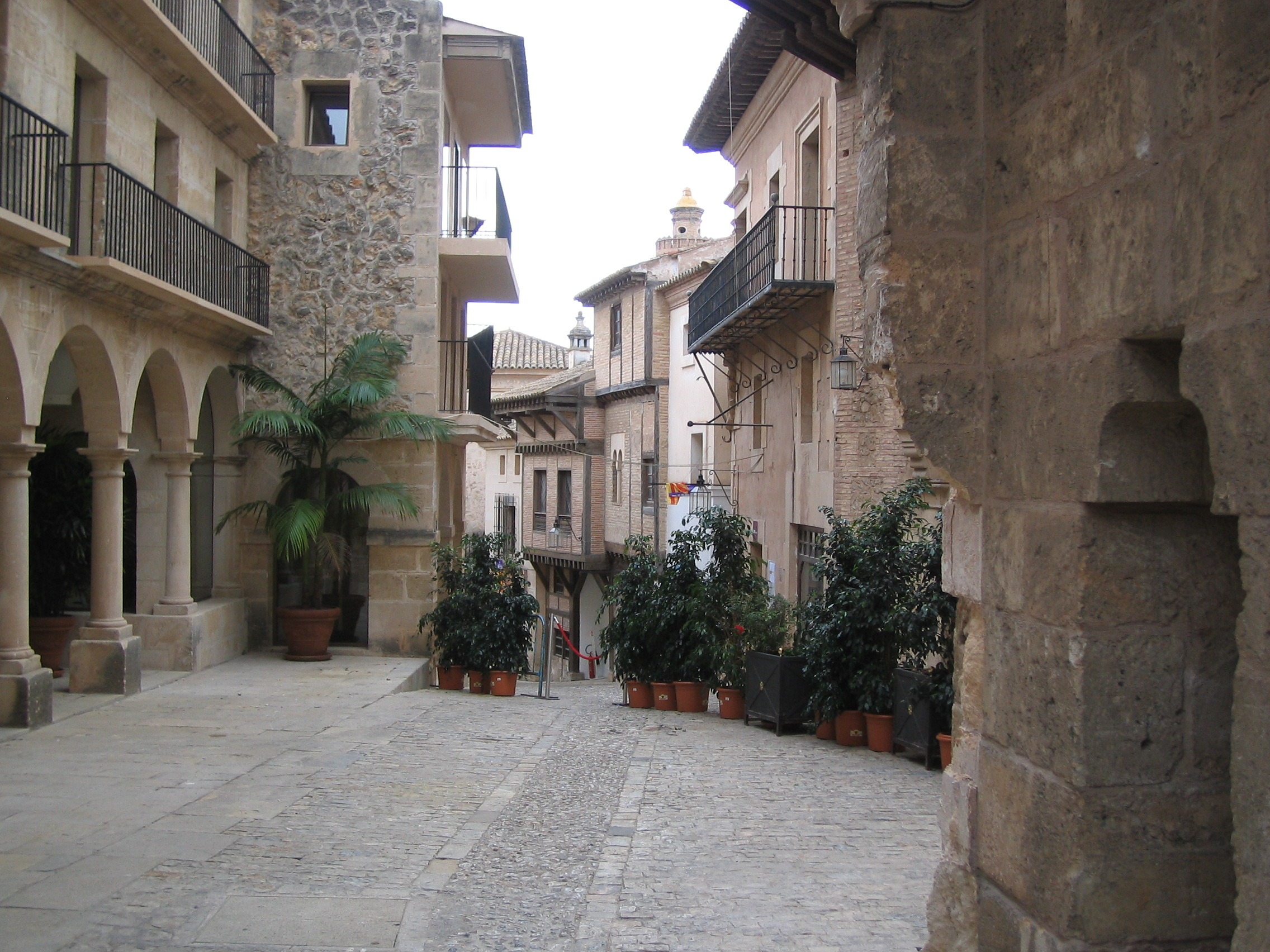
西班牙村

西班牙村（Pueblo Español de Palma de Mallorca）是一个户外博物馆，一个旨在汇集西班牙人主要特征的村庄。位于西班牙巴利亚利群岛马略卡岛帕尔马的Son Espanyolet区，建于20世纪60年代，由建筑师费尔南多·丘埃卡·戈蒂亚（Fernando Chueca Goitia）建造。目前正在与巴塞罗那西班牙村竞争成为西班牙最好的西班牙村。
西班牙村于1965年开始建造，1967年3月9日对公众开放。 是该项目由建筑师费尔南多·丘埃卡·戈蒂亚（Fernando Chueca Goitia）完成。
博物馆总面积6365平方米，展示代表西班牙各城市的各种建筑、广场和街道。今天，西班牙村既有户外建筑博物馆的功能，也有民间手工艺品的展示。它也用于各种会议或展览。